# Donji Vidovec
Donji Vidovec est un village et une municipalité située dans le comitat de Međimurje, en Croatie. Au recensement de 2001, la municipalité comptait 1 595 habitants, dont 99,44 % de Croates ; en 2001, la municipalité et le village étaient confondus.

## Localités
La municipalité de Donji Vidovec ne compte qu'une seule localité, le village éponyme de Donji Vidovec.